# Quentin Donald

a Compétitions nationales et continentales officielles uniquement.

b Matchs officiels uniquement.
Dernière mise à jour le 31 juillet 2025.
Quentin Donald, né le 13 mars 1900 à Featherston (Nouvelle-Zélande) et mort le 27 décembre 1965 à Greytown, est un joueur de rugby à XV qui a joué avec l'équipe de Nouvelle-Zélande. Il évolue comme talonneur. 

## Carrière
Quentin Donald dispute son premier test match avec l'équipe de Nouvelle-Zélande le 1er novembre 1924 à l'occasion d'un match contre l'équipe d'Irlande dans le cadre de la tournée des Invincibles, équipe représentant la Nouvelle-Zélande en tournée en 1924-1925, dans les îles britanniques, en France et en Amérique du Nord. Il dispute son dernier test match contre l'équipe de France le 18 janvier 1925 à Toulouse au stade des Ponts Jumeaux. 
Il dispute 23 matchs avec les All Blacks, marquant 18 points. Quentin dispute 47 matchs pour Wairarapa entre 1918 et 1928.

## Palmarès
- Nombre de test matchs avec les All Blacks :  4
- Nombre total de matchs avec les All Blacks : 23
- Test matchs par année : 2 en 1924, 2 en 1925